# Dagoberto de Pisa
Dagoberto de Pisa (c. 1050-Mesina, 15 de junio de 1107) fue el primer arzobispo de Pisa y el primer patriarca de Jerusalén, después de que Jerusalén fuera conquistada durante la Primera Cruzada. Llegó a ser arzobispo de Pisa en 1085, y en 1092 el papa Urbano II le confiere la primacía de las diócesis de las islas de Córcega y Cerdeña.

## Legado papal
Como arzobispo de Pisa, Dagoberto fomentó enérgicamente la guerra contra los árabes. En 1098 fue nombrado legado papal en la corte de Alfonso VI de León y Castilla. Demostró gran competencia en su cargo, aunque fomentó la corrupción en la organización de los territorios conquistados a los moros. Se adueñó, según los rumores, del dinero enviado por el rey de León al papa. Sin embargo el papa admiraba su fuerza y entrega, por lo que a la muerte de Ademar de Monteil, fue nombrado legado papal para la Primera Cruzada. Viajó hacia el Oriente con una flota pisana, realizando actos de pillaje en varias islas del Mar Egeo, pertenecientes al Imperio bizantino, cuyo emperador envió una flota a detenerlos, sin embargo no consiguieron capturar a los pisanos.

## Patriarca de Jerusalén
Dagoberto llegó con la flota pisana que había llegado para ayudar a los cruzados a sitiar las ciudades a lo largo de la costa mediterránea en 1099. En Latakia fueron bien recibidos por las tropas de Bohemundo de Tarento que sitiaban la ciudad. Dagoberto comenzó allí la peregrinación a Jerusalén, junto con Bohemundo y Balduino de Boulogne, el futuro Conde de Edesa y Rey de Jerusalén. Había sido nombrado patriarca por el papa Pascual II, y cuando llegaron a la ciudad santa sustituyó, con el apoyo de Bohemundo, a Arnulfo de Chocques (un sacerdote normando) el 26 de diciembre de 1099.
Dagoberto quería que el Reino de Jerusalén fuera gobernado directamente por la Iglesia, con el papa como líder, y el patriarca como el representante del papa. Godofredo de Bouillón, después de haber sido elegido señor de Jerusalén, prometió devolver Jerusalén al papado una vez que los cruzados conquistaran Egipto, que entonces se convertiría en un reino secular que reemplazaría a Jerusalén. Sin embargo, la invasión de Egipto nunca llegó, y Godofredo murió el 18 de julio de 1100, mientras que Dagoberto se encontraba con el ejército asediando Jaffa. Dagoberto intento reclamar el reino para sí mismo, apoderándose sus seguidores de la Torre de David, la ciudadela de la Jerusalén. Mandó un mensajero para conseguir que Bohemundo evitará la llegada de Balduíno de Edesa a la ciudad, pero aquel fue interceptado en Latakia por Raimundo IV de Tolosa. Los nobles consiguieron proclamar al hermano de Godofredo, Balduíno de Boulogne y de Edesa, como primer Rey de Jerusalén. Dagoberto coronó a regañadientes a Balduino en Belén el día de Navidad, pero se negó a coronarlo en Jerusalén.
Dagoberto comenzó a enviar continuas denuncias de Balduino al papa. Este, para solucionar el asunto, envió al nuncio Mauricio, obispo y cardenal de Oporto. Mauricio llegó a Palestina, justo antes de la fiesta de Pascua. Balduino rápidamente mostró la carta que envió Dagoberto a Bohemundo para impedir su coronación, y le acusó, falsamente, de intentar asesinarlo. Arrepentido, Dagoberto imploró perdón a Balduino, ofreciéndole trescientos besantes como compensación. El rey necesitaba dinero, por lo que aceptó, diciendo al nuncio que le perdonara.
Cuando, meses más tarde, el nuevo soberano tuvo nuevas necesidades financieras, fue a pedirle más dinero a Dagoberto, que le dio doscientos marcos, diciéndole que era todo lo que tenía. Sin embargo, partidarios de Arnulfo de Chocques lo desmintieron y Balduino se enfureció. Además, en el otoño, el príncipe de Apulia, Rogerio, hizo un donativo de mil besantes: un tercio para el patriarca, un tercio para la Orden del Hospital de San Juan de Jerusalén y el resto para el rey. La avaricia de Dagoberto le llevó a quedarse con todo. Mauricio al enterarse le expulsó de Jerusalén. El expatriarca fue a Antioquía, donde Tancredo de Galilea le dio la responsabilidad de la Iglesia de San Jorge. El nuncio Mauricio asumió el papel de sustituto, sin embargo, murió en 1102.
Durante el otoño, el rey pidió a Tancredo de Galilea, que negociara con Dagoberto su reincorporación al Patriarcado. Balduino necesitaba de nuevo dinero. Sin embargo, en ese momento llegó un nuevo enviado del papa, Roberto, cardenal de París. Hubo un nuevo juicio y el pisano volvió a ser expulsado de la ciudad, regresando a la iglesia de San Jorge.
Dagoberto decidió ir personalmente a Roma para informar al papa Pascual II. Con él lejos de Tierra Santa, Balduino lo reemplazó brevemente con alguien más afín a su bolsillo, un joven sacerdote llamado Eremaro de Thérouanne. Sin embargo, Dagoberto consiguió convencer al papa de su inocencia, y fue repuesto como Patriarca, deponiendo rápidamente a Eremaro. En su regreso triunfante a Palestina cayó gravemente enfermo en Mesina muriendo el 15 de junio de 1107. Fue sustituido por Gibelino de Arles.
El nombre de Iglesia del Santo Sepulcro de Pisa hace referencia a la participación de Dagoberto en las cruzadas.